# Ear
| Nombre            | Anglosajón |
| Nombre            | Ear        |
| Nombre            | «tumba»    |
| Forma             | Futhorc    |
| Forma             |            |
| Unicode           | ᛠ U+16E0   |
| Transliteración   | ea         |
| Sonido AFI        | [ea]       |
| Puesto alfabético | 28 o 29    |
| Ætt               | Ætt de ác  |

Ear es una runa del alfabeto futhorc. Se introdujo en el alfabeto para representar el diptongo /ea/, transliterándose como ea.
A pesar de ser una de las últimas incorporaciones aparece grabada en una inscripción epigráfica, la espada del Támesis, por lo que su incorporación no puede ser posterior al siglo IX.

## Poema rúnico y significado
En el poema rúnico anglosajón el nombre de la runa indica que ear significa tumba:
| Poema rúnico anglosajón: | Traducción: |
| Éar byþ egle eorla gehwylcun, ðonn[e] fæstlice flæsc onginneþ, hraw colian, hrusan ceosan blac to gebeddan; bleda gedreosaþ, wynna gewitaþ, wera geswicaþ. | La tumba es horrenda para cualquier caballero, cuando la carne empieza sin cesar, a enfriar el cuerpo, la tierra elige un oscuro lecho; la prosperidad cae, la alegría pasa, los pactos son traicionados. |

Aunque su significado y etimología es incierto, posiblemente el término ear en origen simplemente sería un remedo de ior, el nombre de la runa que le precede, que deriva el nombre de ger (año, cosecha).
Sin embargo Jacob Grimm indicó en su obra Teutonic Mythology 1835 un significado más profundo del nombre. Señaló que el símbolo de la runa es simplemente una runa Tyr en la que sobresalen un par de bigotes, sugiriendo que Tyr y Ear, en alto alemán Zio y Eor, serían dos nombres del mismo dios. Se encuentra el nombre en topónimos como Eresburg (*Eresberc) en Westfalia, en latín Mons martis. De esta forma Grimm sugiere que los alemanes adoptaron el nombre del dios griego Ares para llamar a su propio dios de la guerra y por lo tanto Eresberc era la versión germánica del monte Areópago.